# УЗАМ-412
УЗАМ-412 (М-412) — бензиновый двигатель производства Уфимского завода автомобильных моторов Уфимского моторостроительного производственного объединения, выпускавшийся в 1966—2001, и устанавливался в автомобили МЗМА, начиная с «Москвич 412», и автомобили Ижевского автозавода.
Являлся первым в СССР массовым автомобильным двигателем с верхним расположением распределительного вала и триметаллическими вкладышами коленчатого вала.

## Конструкция
Четырёхцилиндровый рядный верхнеклапанный (SOHC) двигатель с «мокрыми» гильзами, запрессованными в алюминиевый блок. Коленвал стальной кованый, с резиновыми сальниками-манжетами на обоих концах. Привод ГРМ осуществлялся двухрядной роликовой цепью с натяжителем-звёздочкой, клапаны размещались V-образно под углом 52° по бокам распредвала. 

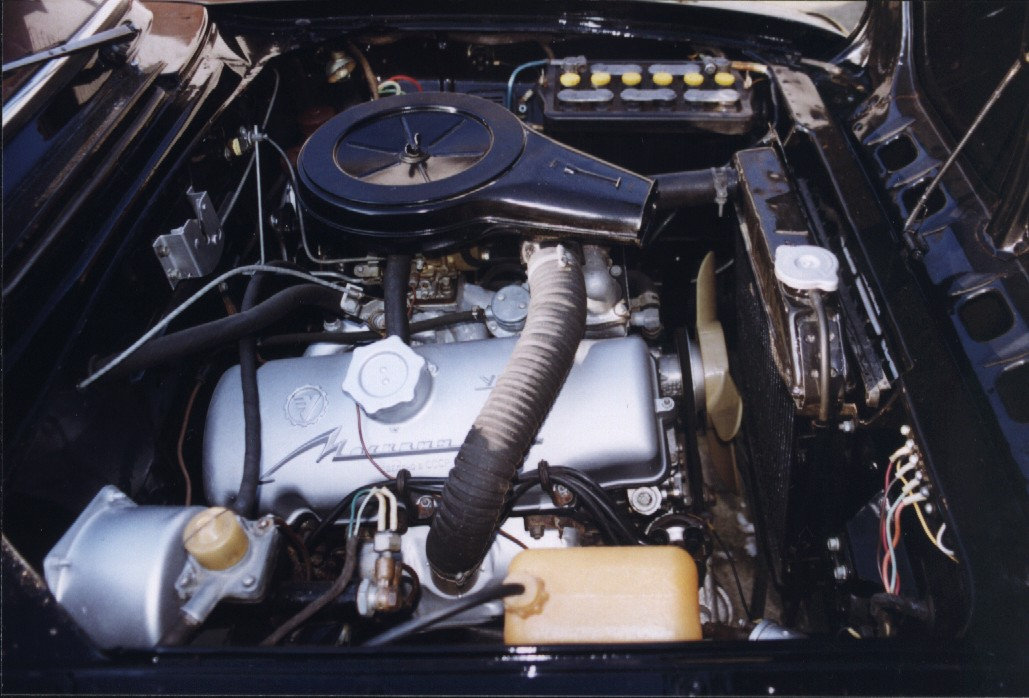
«Москвич-412»

На всей линейке двигателей (от базовой модели — 412, до последних, из серии 248) устанавливался одинаковый распредвал с "широкими" фазами газораспределения 280/280. Такое решение редко встречается на гражданских моторах и чаще встречается в сфере автоспорта. Столь широкие фазы, при идеально настроенной системе топливоподачи и зажигания, позволяют получить "эффект псевдо-турбонаддува" на высоких оборотах — цикловое наполнение цилиндров улучшается за счёт инерционного движения смеси во впускном тракте. Однако на средних (менее 3500 об/мин) и особенно низких оборотах эффективность работы мотора существенно снижается — поток смеси во впускном коллекторе на этих режимах не развивает больших скоростей и эффект получается полностью противоположным — часть смеси выталкивается из цилиндра обратно во впускной трубопровод. 
Картер двигателя для улучшения охлаждения масла имеет как наружное, так и внутреннее оребрение, что позволило отказаться от установки масляного радиатора.
Для удобства обслуживания навесного оборудования посредством лап двигатель устанавливается в моторный отсек с завалом на 20° вправо, что также несколько уменьшило его высоту в подкапотном пространстве.

## История
Двигатель М-412 разработан в 1964–1965 конструктором И. И. Окуневым на МЗМА, но позднее передан Уфимскому моторному заводу со всей технической документацией. В записях А. Ф. Андронова «Думы о труде» указано, что решение передать двигатель на УМЗ и выделить средства для строительства нового завода было принято на совещании Н. И. Строкина с П. В. Дементьевым. Первоначальный чугунный блок цилиндров заменён на алюминиевый с чугунными гильзами.
Для производства в 1960-х, под руководством М. А. Ферина, построен отдельный автоматизированный производственный комплекс. В 1966–1987 главным технологом по производству двигателей являлся А. К. Сидельников, заместителем директора по производству — И. Н. Бойчев.
12 декабря 1966 года на Ижевском автозаводе с конвейера сошли первые экземпляры Москвич-408, укомплектованные московским двигателем М-408Э. 7 февраля 1969 УЗАМ выпустил 25-тысячный двигатель.
Задержка начала производства собственного, положенного появившейся в 1987 году новой модели Москвич 2141 двигателя (с ременным приводом ГРМ) вынудила временно оснащать её силовым агрегатом предыдущего поколения, то есть УЗАМ-412 с некоторыми изменениями. Тем не менее, данный двигатель плохо подходил для модели 2141: участились случаи перегрева и детонации, отмечалась повышенная вибронагруженность на силовые элементы подкапотного пространства. 
После распада СССР стало ясно, что производство моторов не начнётся вовсе. Таким образом данное паллиативное решение становилось постоянным. Поскольку мощности этого мотора было недостаточно для приведения модели «2141» в движение с нормальной динамикой, в начале 1990-х гг. на базе 1,5-литрового блока стали выпускаться модификации 1,7 и 1,8 литров. В 1995 году появилась самая мощная 2-литровая модификация с индексом 3320. Позже появились осовремененные образцы с системой принудительного впрыска топлива, однако их массовый выпуск так и не был начат. В планах также было освоение выпуска 16-клапанной модификации с гидротолкателями клапанов и гидронатяжителем цепи, с турбонаддувом, что в итоге также не было осуществлено.

## Автомобили
Автомобили, на которые устанавливали данный двигатель (в скобках — годы производства автомобиля):
- Москвич-412 (1966–1999)
- Москвич-427 (1967–1976)
- Москвич-434 (1968–1976)
- Москвич-2137 (1976–1985)
- Москвич-2140 (1976–1988)
- Москвич-2140SL (1980–1987)
- Москвич-2141 (1986-2001) (331.10, 3317, 3313, 3318, 3320)
- Иж-2125 (1973–1997)
- Иж-2715 (1972–2001)
- Иж-2126 (1990-2005) (331.10, 331430, 331460, 3317, 3318, 248)

## Модификации
- УЗАМ-412ДЭ — 1,5 л. дефорсированный (использует свечи А17д и бензин А-76)
- УЗАМ-412Э — 1,5 л.
- УЗАМ-412Л  — модификация для моторных лодок мощностью 66 л. с.
- УЗАМ-331 — 1,5 л., двигатель с измененной компоновкой для автомобиля «АЗЛК-2141» «Москвич», в качестве паллиативного решения — ввиду задержки с выпуском собственного современного поколения двигателей АЗЛК-2141x(-2142x).
  - УЗАМ-3317 — 1,7 л. (АИ-93)
  - УЗАМ-3313 — 1,8 л. (А-76)
  - УЗАМ-331460 — 1,7 л., аналог 3317 для Иж-2126
  - УЗАМ-331430 — 1,8 л. (А-76), аналог 3313 для Иж-2126
  - УЗАМ-3318 — 1,8 л. (АИ-93), от УЗАМ 3317 отличался коленчатым валом с увеличенным на 5 мм радиусом кривошипа (40 мм), ход поршня увеличился до 80 мм, диаметр цилиндра — 85 мм, мощность — до 90 л.с. при 5300 об/мин., крутящий момент — до 145 Н·м при 3200 об/мин, степень сжатия — 8,5. Устанавливался на «АЗЛК-2141».
- УЗАМ-3320 — 2,0 от УЗАМ 3318 отличался диаметром цилиндра 88 мм.
- УЗАМ-248 AVL — 2,0 л. (инжектор)